# Хартман, Хайдрун
Хайдрун Эльсбет Клара Хартман, в девичестве — Остервальд (нем. Heidrun Elsbeth Klara Osterwald Hartmann, 5 августа 1942 — 11 июля 2016) — немецкая учёная-ботаник, специалист по систематике семейства Аизовые. Лауреат премии «Золотой кактус».

## Биография
Родилась 5 августа 1942 года.
Училась в Гамбургском университете, окончила его в 1969 году со степенью магистра наук. В 1973 году получила степень доктора естественных наук.
С 1970 года преподавала в звании доцента в Институте общей ботаники при Гамбургском университете. С 1982 по 2007 год преподавала систематику растений.
Занималась исследованием флоры Южной Африки, наибольшая часть работ систематике и филогении аизовым. Неоднократно путешествовала по Южной Африке (в частности, Намибии), занимаясь сбором образцов растений. Также ездила в ботанические экспедиции в Аргентину, Мексику, юго-западную часть США. Изучала гербарные образцы, хранящиеся в Финляндии, Швеции, Англии, Китае.
В 2001 году опубликовала двухтомную монографию семейства Аизовые из серии книг по суккулентным растениям.
Скончалась 11 июля 2016 года после продолжительной болезни.

## Некоторые научные работы
- Hartmann, H. Untersuchungen zum Merkmalsbestand und zur Taxonomie der Subtribus Leipoldtiinae (Mesembryanthemaceae) // Bibliotheca Botanica. — 1983. — Vol. 136. — 67 p.
- Hartmann, H. E. K. Aizoaceae A-E. — 2001. — 285 p. — (Illustrated handbook of succulent plants).
- Hartmann, H. E. K. Aizoaceae F-Z. — 2001. — 371 p. — (Illustrated handbook of succulent plants).

## Роды растений, названные именем Х. Хартман
- Hartmanthus S.A.Hammer, 1995